# Charles Tolliver
Charles Tolliver (6 de marzo de 1942) es un trompetista de jazz norteamericano y compositor. 

## Biografía
Tolliver nació en Jacksonville, Florida, dónde de niño recibe su primera trompeta como regalo de su abuela. Asiste a la Howard University en los primeros 60 como estudiante de farmacia y decide dedicarse a la música como carrera. Se traslada a Nueva York. Adquiere prominencia en 1964 tocando y grabando en el grupo de Jackie McLean en sus álbumes de Blue Note. En 1971, Tolliver y Stanley Cowell fundan Strata-East Records, uno de los sellos pioneros de jazz poseídos por artistas. Tolliver publicó muchos álbumes y colaboraciones en Strata. Después de un largo periodo de silencio, reemerge en el año 2007, publicando dos álbumes arreglados para big band. With Love fue nominado en 2007 para un Grammy a Jazz Best Ensemble.

## Discografía

### Como líder
- 1968: Paper Man (Freedom) also released as Charles Tolliver and His All Stars (Black Lion)
- 1969: The Ringer (Freedom)
- 1970: Live at Slugs (Strata-East)
- 1971: Music Inc. (Strata-East)
- 1972: Impact (Enja)
- 1972: Live at the Loosdrecht Jazz Festival (Strata-East), also released as Grand Max (Black Lion)
- 1973: Live in Tokyo (Strata-East)
- 1975: Impact (Strata-East)
- 1977: Compassion (Strata-East) also released as New Tolliver (Baystate)
- 1988: Live in Berlin at the Quasimodo (Strata-East),
- 2007: With Love (Blue Note)
- 2009: Emperor March: Live at the Blue Note (Half Note)

### Como sideman
Con Roy Ayers
- Virgo Vibes (Atlantic, 1967)
- Stoned Soul Picnic (Atlantic, 1968)

Con Gary Bartz
- Another Earth (Milestone, 1969)

Con Booker Ervin
- Structurally Sound (Pacific Jazz, 1966)
- Booker 'n' Brass (Pacific Jazz, 1967)

Con Andrew Hill
- One for One (Blue Note, 1965, 1969, 1970 [1975])
- Dance with Death (Blue Note, 1968 [1980])
- Time Lines (Blue Note, 2006)

Con Jackie McLean
- It's Time! (Blue Note, 1964)
- Action Action Action (Blue Note, 1964)
- Jacknife (Blue Note, 1965)

Con Oliver Nelson
- Swiss Suite (Flying Dutchman, 1971)

Con Max Roach
- Members, Don't Git Weary (Atlantic, 1968)

Con Horacio Silver
- Serenade to a Soul Sister (Blue Note, 1968)

Con McCoy Tyner
- Song for My Lady (Milestone, 1972)

Con Gerald Wilson
- Live and Swinging (Pacific Jazz, 1967)